# Enrique Dupuy de Lôme
Enrique Dupuy de Lôme y Paulin (* 23. August 1851 in Valencia; † 1. Juli 1904 in Paris) war ein spanischer Diplomat.

## Leben
Enrique Dupuy de Lôme y Paulin war der Sohn von Isidora Paulin y de la Peña und Santiago Dupuy de Lôme (* in Madrid). Enrique Dupuy de Lôme heiratete 1876 Adela Vidiela y Andeu. Ihr Sohn Luis de Lome y Vidiella trat 1913 als Attaché in Tanger in den auswärtigen Dienst, war Geschäftsträger in Belgrad und Gesandtschaftssekretär in Montevideo, Mexiko-Stadt und Tokio.
Enrique Dupuy de Lôme y Paulin studierte Rechtswissenschaft an der Universität Complutense Madrid, trat 1869 in den auswärtigen Dienst, wurde am 17. April 1873 Gesandtschaftssekretär dritter Klasse in Tokio.
Am 13. Juni 1875 verließ er Yokohama, um über die USA nach Brüssel zu reisen, wo er bis 1877 beschäftigt wurde.
Von 1877 bis 1880 wurde er in Montevideo beschäftigt.
Ab 1880 wurde er in Buenos Aires beschäftigt.
Am 2. Juni 1881 wurde er nach Paris versetzt.
Am 7. Oktober 1882 wurde er Gesandtschaftssekretär zweiter Klasse und nach Washington, D.C. versetzt.
Von 1884 bis Februar 1886 wurde er in Berlin beschäftigt.
Nach der Revolution auf Haiti hatte sich auf Kuba eine Sklavenhaltergesellschaft der Zuckerrohrindustrie entwickelt. Initiiert durch die Kontinentalsperre von Napoleon Bonaparte, entwickelte sich eine europäische Rübenzuckerindustrie. 1887 und 1888 fanden in London Konferenzen zur internationalen Harmonisierung der staatlichen Zuckerförderpolitik (Sugar Bounties) statt.
Enrique Dupuy de Lôme wurde im November 1887 mit der Assistenz der spanischen Delegation zu diesen Konferenzen beauftragt.
Am 1. Dezember 1887 wurde er zum Ministro Residente befördert und zum Generalkonsul in den Republiken Guatemala, El Salvador, Costa Rica und Nicaragua ernannt. Als Generalkonsul von Honduras wurde er Abgeordneter in der Corte de Restauración borbónica en España in Madrid,
Am 14. September 1888 wurde er Ministro Residente und Generalkonsul in Montevideo.
Am 12. Mai 1892 wurde er als Erster seiner Kohorte zum außerordentlichen Gesandten und Ministre plénipotentiaire erster Klasse in Washington, D.C., ernannt, wo er vom 21. August 1892 bis 21. Februar 1893 residierte. Enrique Dupuy de Lôme war zu Beginn der Präsidentschaft von William McKinley zu einem Dinner geladen.
Im Dezember 1897 trug er seine Einschätzungen zur internationalen Lage in Bezug auf den Aufstand in Kuba in einem Brief an José Canalejas Méndez in Havanna vor.
Er erklärte, dass jetzt noch nichts klar gesehen werden kann und er betrachte es als eine Verschwendung von Zeit und Fortschreiten auf dem falschen Weg, nun Emissäre in das Lager der Aufständischen zu senden oder mit den Nachunabhängigkeitstrebenden zu verhandeln, die bis dato noch nicht als kriegsführende Partei anerkannt waren. Als kämpfende Partei wurden die Aufständischen von der US-Regierung anerkannt.
Im Brief beschrieb er William McKinley als

«… un hombre débil y deseoso de la admiración de la multitud;
un politicastro que siempre trata de dejar una puerta abierta a sus espaldas mientras se mantiene en buenas relaciones con los jingoístas de su partido.»

„… einen schwacher Mann, der vom Wunsch der Bewunderung durch die Massen beseelt sei, ein Politikaster, der immer versucht eine Hintertür offenzuhalten, während er in einem guten Verhältnis mit seinen Parteigängern bleibt.“

Der Brief wurde entwendet und über die Junta de Cuba erhielt den Brief Außenminister William R. Day und die Hearst Corporation, welche mit der Veröffentlichung der Übersetzung des Briefes am 9. Februar 1898 im New York Journal-American von Joseph Pulitzer Stimmung für eine interventionistische Politik im kubanischen Unabhängigkeitskrieg machte. Enrique Dupuy de Lôme y Paulin hatte gegenüber William R. Day die Authentizität des Schreibens eingeräumt und war am 8. Februar 1898 vom Posten des Botschafters in Washington, D.C., zurückgetreten.

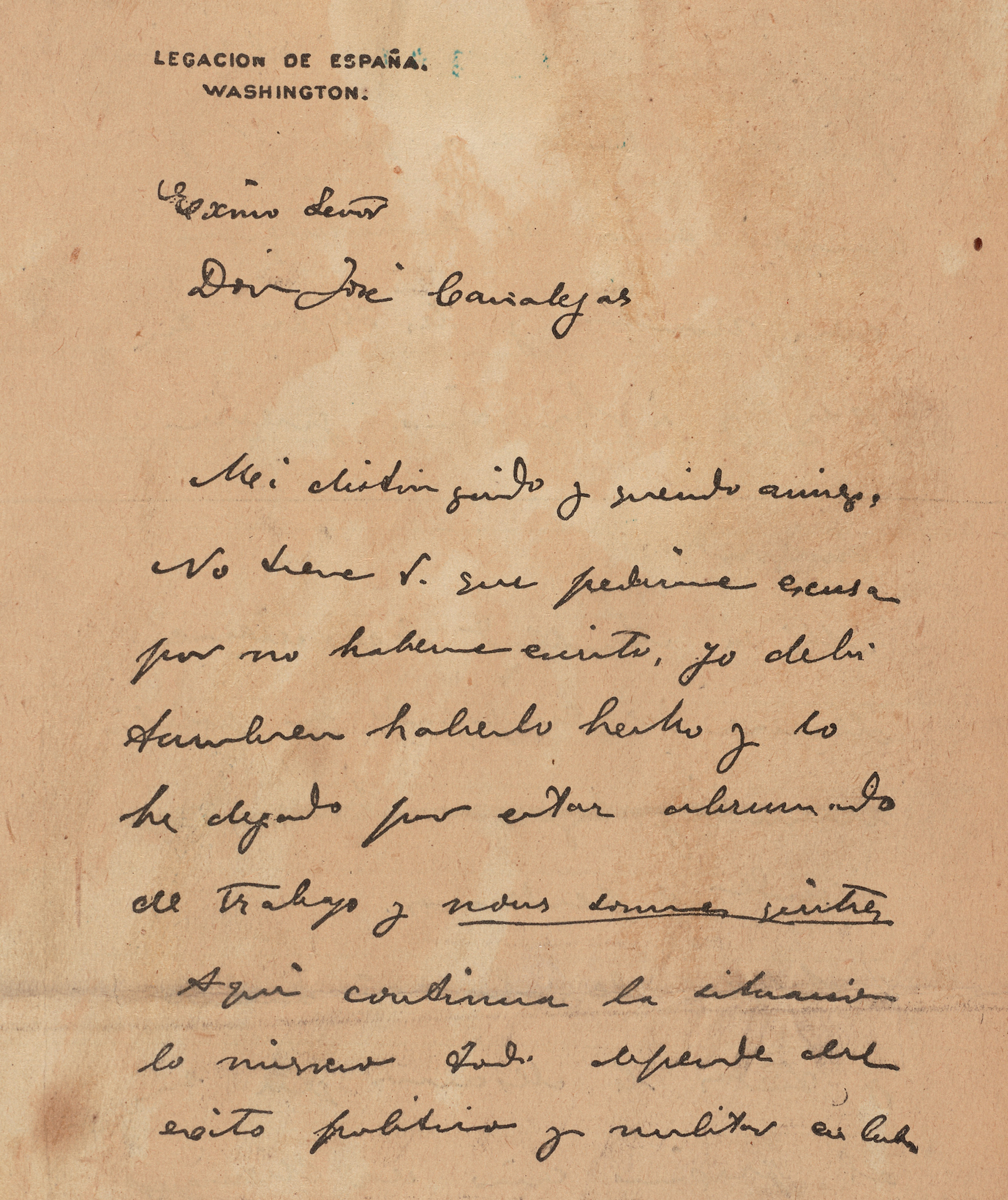
Erste Seite des entwendeten Briefes
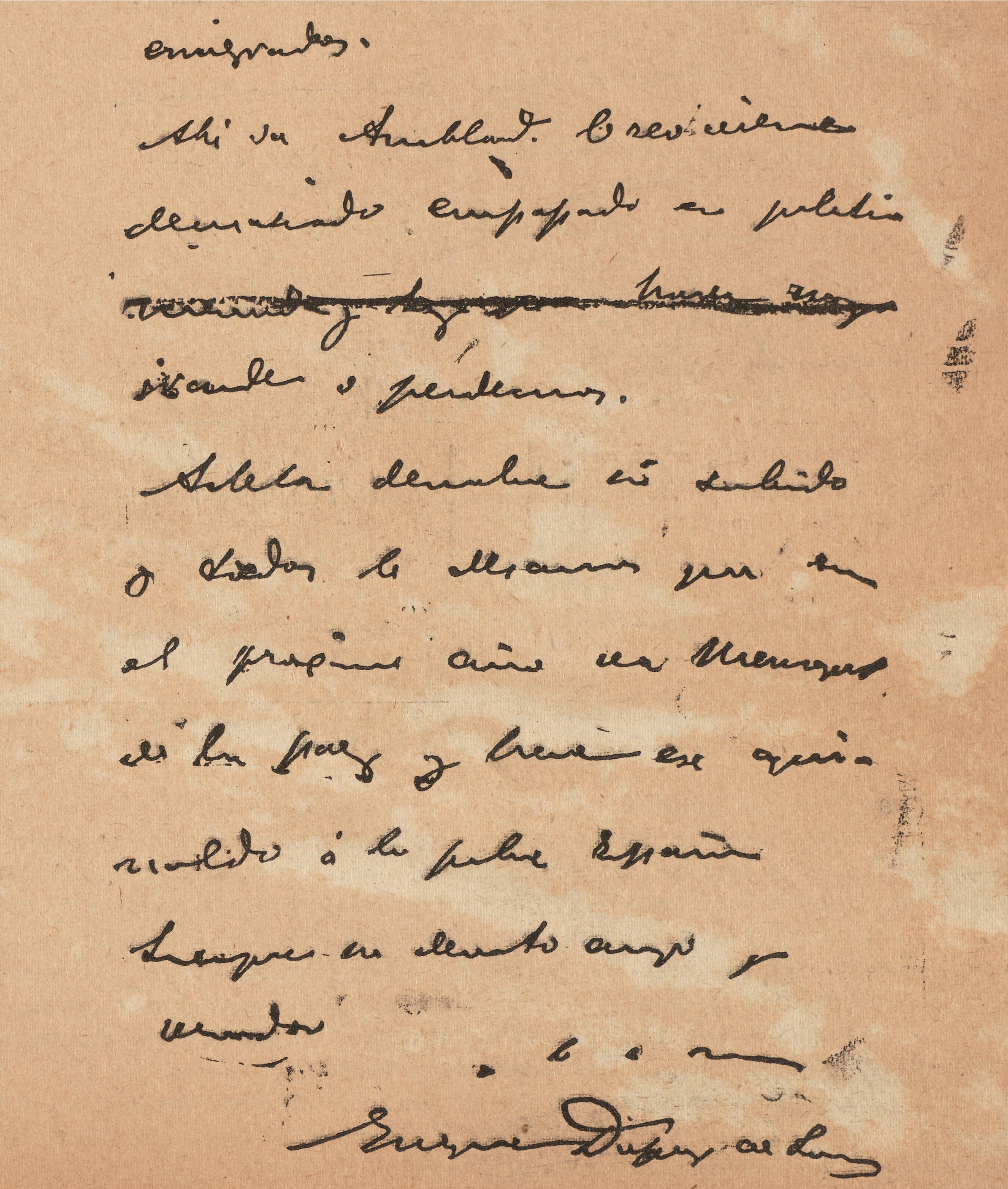
Letzte Seite des entwendeten Briefes
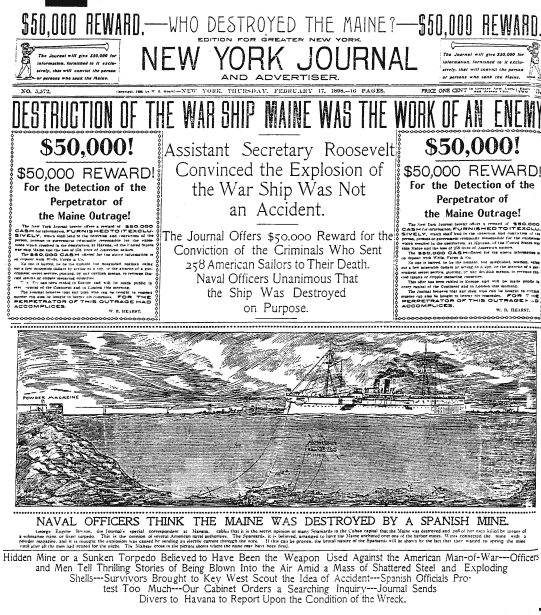
New York Journal-American William Randolph Hearst: „Ihr liefert die Fotos, ich werde den Krieg liefern.“

Nach seiner Rückkehr nach Madrid fungierte er als Staatssekretär im Außenministerium.
Am 3. Mai 1900 wurde er zum Ministerresidente in Rom ernannt, wo er sich zunächst von 9. Juni bis 23. Juni 1901 aufhielt und von 1903 bis 1904 residierte. Er stellte den Antrag von seinem Posten in Rom zurückzutreten und starb auf dem Rückweg nach Madrid in Paris.
Für seine diplomatische Aktivität wurde er mit dem Großkreuz in die Militärverdienst Orden de Isabel la Católica und Orden Karls III. sowie den Orden vom Goldenen Vlies, den Roten Adlerorden und die Ehrenlegion aufgenommen.
Ab 1877 veröffentlichte er Studien über östliche Fragen der Slawen und die Türkei.
| Vorgänger                    | Amt                                                                            | Nachfolger                 |
| ---------------------------- | ------------------------------------------------------------------------------ | -------------------------- |
| Francisco Barea del Corral   | spanischer Geschäftsträger in Washington, D.C. 29. Juli 1883–29. Januar 1884   | Juan Valera                |
| José Felipe Sagrario         | spanischer Geschäftsträger in Washington, D.C. 30. September 1892–2. März 1893 | Railie de Muruaga          |
| José Felipe Sagrario         | spanischer Geschäftsträger in Washington, D.C. 6. Mai 1895–8. Februar 1898     | Juan Du Besu               |
| Cipriano del Mazo y Gherardi | spanischer Gesandter in Rom 1903 bis 1904                                      | Luis Polo de Bernabé Pilón |